# Luc Nilis
Luc Gilbert Cyrille Nilis (* 25. května 1967, Hasselt, Belgie) je bývalý belgický fotbalový útočník a reprezentant a současný fotbalový trenér. Působí jako asistent v tureckém klubu Gençlerbirliği SK.
V roce 1995 získal ocenění nizozemský fotbalista roku.

## Klubová kariéra
V dresu PSV Eindhoven byl dvakrát nejlepším střelcem Eredivisie, v sezónách 1995/96 a 1996/1997 vsítil shodně po 21 brankách.

### Aston Villa
V červenci 2000 mu skončil kontrakt s PSV a Luc odešel do anglického klubu Aston Villa. Debutoval 27. srpna 2000 v utkání proti Chelsea FC, kde svým gólem zařídil remízu 1:1. Během svého třetího ligového utkání proti mužstvu Ipswich Town se srazil s jejich brankářem Richardem Wrightem, následkem čehož si zlomil nohu. V době úrazu mu bylo 33 let, po této události ukončil kariéru.

## Reprezentační kariéra
Luc působil v belgických mládežnických reprezentacích od kategorie do 16 let.
V A-mužstvu Belgie debutoval 26. března 1988 v utkání proti Maďarsku (výhra 3:0), kde odehrál jeden poločas. Svůj první gól vstřelil až ve 24. zápase 3. června 1994 proti Zambii (výhra Belgie 9:0). Zúčastnil se Mistrovství světa 1994 v USA, Mistrovství světa 1998 ve Francii a Eura 2000, které se konalo právě v Belgii a také v Nizozemsku. Nilis odehrál za A-tým Belgie celkem 56 zápasů, v nichž vstřelil 10 gólů.

## Trenérská kariéra
Po ukončení aktivní hráčské kariéry se stal od srpna 2007 do června 2010 členem trenérského týmu v PSV Eindhoven. Pro klub pracoval i jako skaut. V lednu 2011 se stal asistentem trenéra v tureckém klubu Kasımpaşa Spor Kulübü. Koncem května 2011 z funkce odchází a mění působiště, v červnu 2011 se stává asistentem v jiném tureckém klubu Gençlerbirliği SK.